# (7221) 1981 SJ
(7221) 1981 SJ (1981 SJ, 1936 QH1, 1992 OS8) — астероїд головного поясу.
Тіссеранів параметр щодо Юпітера — 3,487.